# Episodi di Lost Girl (prima stagione)
La prima stagione della serie televisiva Lost Girl è stata trasmessa sul canale canadese Showcase dal 12 settembre al 12 dicembre 2010. 

La protagonista Bo, interpretata da Anna Silk, nell'episodio pilota

In Italia è ancora inedita.
| nº | Titolo originale                    | Titolo italiano | Prima TV Canada   | Prima TV Italia |
| -- | ----------------------------------- | --------------- | ----------------- | --------------- |
| 1  | It's a Fae, Fae, Fae, Fae World     |                 | 12 settembre 2010 |                 |
| 2  | Where There's a Will, There's a Fae |                 | 19 settembre 2010 |                 |
| 3  | Oh Kappa, My Kappa                  |                 | 26 settembre 2010 |                 |
| 4  | Faetal Attraction                   |                 | 3 ottobre 2010    |                 |
| 5  | Dead Lucky                          |                 | 17 ottobre 2010   |                 |
| 6  | Food for Thought                    |                 | 24 ottobre 2010   |                 |
| 7  | ArachnoFaebia                       |                 | 31 ottobre 2010   |                 |
| 8  | Vexed                               |                 | 7 novembre 2010   |                 |
| 9  | Fae Day"                            |                 | 14 novembre 2010  |                 |
| 10 | The Mourning After                  |                 | 21 novembre 2010  |                 |
| 11 | Faetal Justice                      |                 | 28 novembre 2010  |                 |
| 12 | (Dis)Members Only                   |                 | 5 dicembre 2010   |                 |
| 13 | Blood Lines                         |                 | 12 dicembre 2010  |                 |

## It's a Fae, Fae, Fae, Fae World
- Diretto da: Erik Canuel
- Scritto da: Michelle Lovretta

Bo è una giovane donna che vive in fuga da anni, cercando di capire perché uccide le persone (sia uomini che donne) quando le bacia. Dopo aver lasciato allo scoperto qualcuno che ha ucciso, viene contattata da un gruppo chiamato i Fae. Scopre chi e cosa è e le viene detto di unirsi a una delle due tribù, quella della Luce o quella dell'Oscurità. Lei rifiuta e sceglie invece la parte dell'umanità.

## Where There's a Will, There's a Fae
- Diretto da: Robert Liebermann
- Scritto da: Pietro Mohan

Bo accetta di aiutare un fuoco fatuo a trovare la persona che ha rubato il suo tesoro in cambio di informazioni sui suoi genitori naturali. Viene rivelato di più sul mondo dei Fae, comprese alcune specie di Fae e la loro società. Bo ottiene anche due alleati nella ricerca della verità.

## Oh Kappa, My Kappa
- Diretto da: Paolo Fox
- Scritto da: Michelle Lovretta

Bo e Kenzi aprono il loro ufficio investigativo privato. Il loro primo lavoro è trovare uno studente scomparso in un college locale. Kenzi va sotto copertura come studentessa al college e Bo si unisce alla sicurezza del campus per scoprire cosa è successo. Nel frattempo, la relazione tra Bo e Dyson va in crisi e viene rivelata un'altra specie di Fae.

## Faetal Attraction
- Diretto da: Steve Di Marco
- Scritto da: Jeremy Boxen

Bo cerca di sopportare il rifiuto di Dyson con l'aiuto di Kenzi. Anche Dyson tenta lo stesso con l'aiuto di Hale. Una Furia e suo marito incontrano Bo e la Furia cerca di assumere Bo per uccidere un essere umano. Lei rifiuta e si scatena l'inferno.

## Dead Lucky
- Diretto da: John Fawcett
- Scritto da: Emily Andras

Bo viene assunto da un Fae oscuro di nome Mayer per scoprire come un essere umano è riuscito a vincere una scommessa con lui. La ricompensa per averlo scoperto è che un oracolo le riveli qualcosa del passato di Bo. Bo risolve il mistero scoprendo che un Fae in grado di saltare tra i cadaveri umani, chiamato Hsien, è riuscito nell'impresa. Alla fine, le risposte che Bo cerca non vengono date, ma impara una cosa. Sua madre è viva e sta venendo a prendere Bo.

## Food for Thought
- Diretto da: John Fawcett
- Scritto da: Pamela Pizzico

Bo e Kenzi seguono Lauren mentre si prende cura di un Aswang malato , un tipo di Fae che mangia carogne. Kenzi mangia della zuppa che ha fatto ammalare gli Aswang e si ammala anche lui gravemente. Bo e Lauren tentano di individuare la fonte della malattia, un Basilisco, che sta uccidendo i due prima che sia troppo tardi. Trick gli vende qualcosa di prezioso per il bene di Kenzi e il rapporto di Dyson con Kenzi diventa più forte. Bo scopre anche che con l'aiuto di Lauren ha più controllo sui suoi poteri e può nutrirsi senza più uccidere gli umani.

## ArachnoFaebia
- Diretto da: John Fawcett
- Scritto da: Emily Andras

Kenzi sta conducendo una truffa in cui sta purificando le case dagli spiriti maligni. Lo fa in una casa dove è avvenuto un omicidio/suicidio. Nel farlo, viene morsa da un Djieien, una creatura Fae simile a un ragno gigante. Nel corso dell'episodio, anche Bo viene morso e poi Hale e la paranoia che si crea li spinge a tentare di uccidersi a vicenda. L'unica speranza che possano essere salvati è Lauren e Dyson che hanno poco tempo a disposizione.

## Vexed
- Diretto da: John Fawcett
- Scritto da: Michelle Lovretta

Bo ottiene una possibile pista su sua madre da un vampiro. Questa pista la porta a un detenuto nel braccio della morte di nome Lou Ann, ma sembra essere una pista falsa. Il vampiro viene quindi trovato assassinato e Bo conclude che è coinvolta un'altra Fae. Usa i suoi contatti di Fae oscure per scoprire che l'assassino è un Fae di nome Vex che è una specie di Fae chiamato Ipnotizzatore. Tenta di ottenere aiuto dai Fae della Luce e viene rifiutata. Lauren è costretta a tradire Bo da The Ash e la sua relazione con Bo è gravemente danneggiata. Bo tenta quindi di ottenere risposte e vendetta su Vex, ma è più potente di quanto Bo si aspettasse.

## Fae Day
- Diretto da: Steve Di Marco
- Scritto da: Jeremy Boxen

I Fae stanno celebrando il loro giorno più sacro chiamato La Shoshain . Nel bel mezzo della festa al bar di Trick, una Banshee annuncia la morte imminente di una delle persone presenti. Bo viene coinvolto nella risoluzione di una lunga disputa familiare di una delle famiglie nobile Fae e Kenzi viene coinvolto sentimentalmente con il fratello destinato a morte. Bo invoca un Agallamh che costringa i due fratelli della famiglia a tentare di conciliare le loro differenze. Attraverso la storia apprendiamo anche la storia dei Fae e che Trick è un essere conosciuto come il Re Sanguinario che ha stabilito le regole dei Fae in passato.

## The Mourning After
- Diretto da: Paolo Fox
- Scritto da: Michelle Lovretta

Bo viene assunto per indagare sul suicidio di una donna da parte di sua sorella. Nel farlo, incontra una succube dei Fae Oscuri di nome Saskia. Saskia prende il posto di Kenzi nella vita di Bo e la nuova coppia tenta di risolvere il mistero. Trick nel frattempo rischia di perdere il suo bar, Il Dal Riata, quando arriva un socio in affari per reclamargli un oggetto che sembra essere scomparso. Kenzi accetta di aiutare Trick a localizzare l'oggetto mancante evocando per lui un Thunderbird. Bo arriva per combattere un Albaster, che è il nemico naturale delle succubi, mentre la sua indagine continua con risultati mortali e Bo prende una decisione sul coinvolgimento di Saskia nella sua vita.

## Faetal Justice
- Diretto da: Robert Liebermann
- Scritto da: Pietro Mohan

Dyson si sveglia fuori da un club con un Redcap di nome Baal, recentemente deceduto, e sangue su tutto il corpo. Ottiene rifugio da Trick e scopre di non avere ricordi di quello che gli è successo e chiede aiuto a Bo per scoprire il motivo. Nel frattempo, la Morrigan incolpa Dyson per la morte di Ba'al, un socio del suo vex preferito, e per questo cerca vendetta su Dyson. Sia la Morrigan che l'Ash tentano di convincere Dyson ad arrendersi ma senza successo. Bo nel frattempo cerca in un club di proprietà dei Fae Oscuri gestito da Vex cercando di risolvere il mistero. Scopre che c'è di più in quel luogo di quello che c'è in superficie e scopre la verità su quello che è successo.

## (Dis)Members Only
- Diretto da: Steve Di Marco
- Scritto da: Jeremy Boxen

Un'amica del passato di Kenzi chiede il suo aiuto per scoprire cosa è successo a un parente scomparso. Per fare ciò, Bo e Dyson si fingono una coppia sposata per indagare su un country club mentre Kenzi lavora lì come dipendente. Scoprono che un Fae Oscuro, chiamato Land Wight, è responsabile delle numerose sparizioni lì. Dyson chiede a Trick di dire a Bo quello che sanno, altrimenti lo farà. Dyson e Bo giungono a un'intesa sulla loro relazione. Ma Saskia ritorna e cerca di uccidere Dyson, ma Bo salva Dyson all'ultimo momento.

## Blood Lines
- Diretto da: Robert Liebermann
- Scritto da: Michelle Lovretta

Nel finale della prima stagione, Dyson e Trick finalmente dicono a Bo cosa sanno del suo passato e si scopre che Saskia è la madre di Bo. Saskia, ora conosciuta con il suo vero nome Aife, inizia un piano per provocare una guerra tra i Fae della Luce e quelli dell'Oscurità. Per fare ciò attacca gli Anziani dei Fae della Luce e ne uccide molti. Bo, arrabbiata perché i suoi amici non le dicono la verità, volta loro le spalle uno per uno tranne Kenzi che cerca di aiutare Bo a trovare un modo per impedire a sua madre di completare i suoi piani. Lauren si prende cura dei feriti critici e dà a Bo un mezzo per trovare un amuleto che la proteggerà dai poteri di sua madre. Bo promette di fare ammenda con Lauren dopo che tutto sarà finito e si scambiano un bacio prima che Bo se ne vada. Trick fa un sacrificio per aiutare Bo e Dyson perde ciò che è più importante per lui a causa delle Norne per dare a Bo la possibilità di superare sua madre.